# Гарволин
Гарво̀лин (на полски: Garwolin) е град в Източна Полша, Мазовско войводство. Административен център е на Гарволински окръг, както и на селската Гарволинска община. Самият град е обособен в самостоятелна градска община с площ 22,08 км2. Към 2011 година населението му възлиза на 16 773 души.